# 馬特洛克
馬特洛克（英語：Matlock）是位於英國英格蘭德比郡的一座城市，也是德比郡的郡治，和法國城市奧博訥是姊妹城市。據2011年英國人口普查，馬特洛克有人口9,543人。而整個都市區的人口則接近3萬人。

## 外部連結
- Local Histories – Matlock, Matlock Bath and Matlock Dale （页面存档备份，存于）
- Derbyshire Dales District Council （页面存档备份，存于）
- Derbyshire County Council website （页面存档备份，存于）